# Rhamnus bodinieri
Rhamnus bodinieri är en brakvedsväxtart som beskrevs av H. Léveillé. Rhamnus bodinieri ingår i släktet getaplar, och familjen brakvedsväxter. Inga underarter finns listade i Catalogue of Life.